# Histura brunneotypa
Histura brunneotypa es una especie de polilla de la familia Tortricidae. Se encuentra en Argentina.

## Descripción
La envergadura es de aproximadamente 16 mm. El color de fondo de las alas anteriores es marrón grisáceo pálido, pero más grisáceo en la mitad basal del ala y ligeramente teñido de rojizo en la mitad distal. Las alas traseras son de color marrón grisáceo.

## Etimología
El nombre de la especie se refiere a la coloración de las alas delanteras y se deriva del latín brunneus (que significa marrón) y del griego typos (que significa imagen).